# Phaeolejeunea latistipula
Phaeolejeunea latistipula är en bladmossart som först beskrevs av Victor Félix Schiffner, och fick sitt nu gällande namn av Mizut.. Phaeolejeunea latistipula ingår i släktet Phaeolejeunea och familjen Lejeuneaceae. Inga underarter finns listade i Catalogue of Life.